# Stymfalia (Ökosystem)
Die Landschaft Stymfalía (Στυμφαλία) rund um den gleichnamigen See im Nordosten des Peloponnes ist eine der ökologischen Kostbarkeiten Griechenlands.

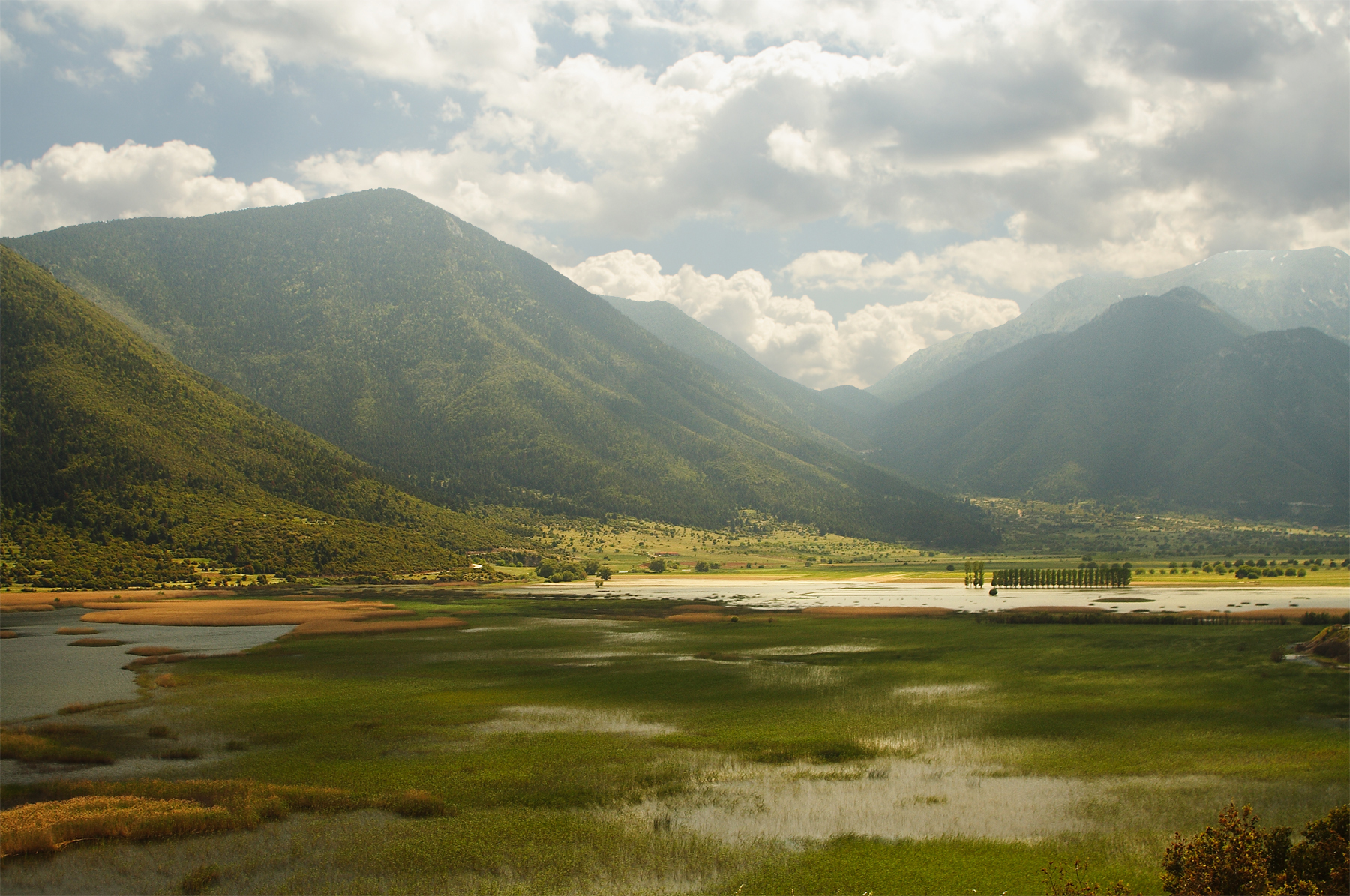
Stymfalia

## Geographie
Limni Stymfalia ist der griechische Name für den in der Landschaft Stymfalia liegenden See ohne natürliche oberirdische Abflüsse. Er liegt in der Mitte einer etwa 2 km breiten und 16 km langen Hochebene; sie hat die Form einer nach Nordosten leicht gebogenen Banane. Die in ungefähr 600 m ü. d. M. liegende Ebene wird an allen Seiten von Gebirgen umschlossen. Am südöstlichen Seeufer senkt sich der Gebirgskamm und erlaubt eine Straßen-Passhöhe auf ca. 700 m ü. d. M. Im Westen trennt der Berg Mavrovouni (1700 m) die Ebene von der ca. 4 km entfernten, weitaus größeren Hochebene der Polje Feneos. Im Süden begrenzen das Oligyrtos-Gebirge (1934 m) und seine Ausläufer nach Osten die Ebene mit 500 – 1000 m hohen, steilen Hängen. Im Norden beherrscht das von Umfang und Höhe massive Ziria-Gebirge die Ebene, das bei einem Basisradius von etwa 10 km mit 2374 m die zweithöchste Erhebung des Peloponnes enthält.

## Geologie
Die Gebirgsformationen und das davon umschlossene Sedimentbecken Stymfalia sind ein Karst-Geotop, dessen (hydro-)geologische Eigenschaften sich von den anderen intramontanen Becken des nordöstlichen Peloponnes unterscheiden: Auch in den regenfreien und heißen Jahreszeiten des Peloponnes fällt dieser See nur selten trocken.
Im Geotop Stymfalia dominiert der nördlich liegende mächtige Ziria-Block. Er besteht aus Kalkgesteinen der Tripolis-Decke und der Olonos-Pindos-Decke und aus Konglomeraten des Neogen. Entscheidend für den geologischen und hydrogeologischen Zustand der Polje war eine kräftige Anhebung, sowie eine weitere, postalpidische Blockfaltung, die das Ziria-Massiv nach Südosten neigte. Die Schichten wurden entlang einer mit 70 Grad einfallenden Störungs-Linie zwischen Feneos und Kastania um ca. 4,5 km verschoben. Durch diese Bewegungen wurde die südliche Basis abgesenkt. Die Formation ist im Landsat-Bild (unten) gut erkennbar. In der Senke lagerten sich mächtige quartäre Sedimente ab. Die wasserundurchlässigen, roten, grauen und grünlichen Tonschichten (typische Sedimente stehender Gewässer) sind bis zu 150 m mächtig.

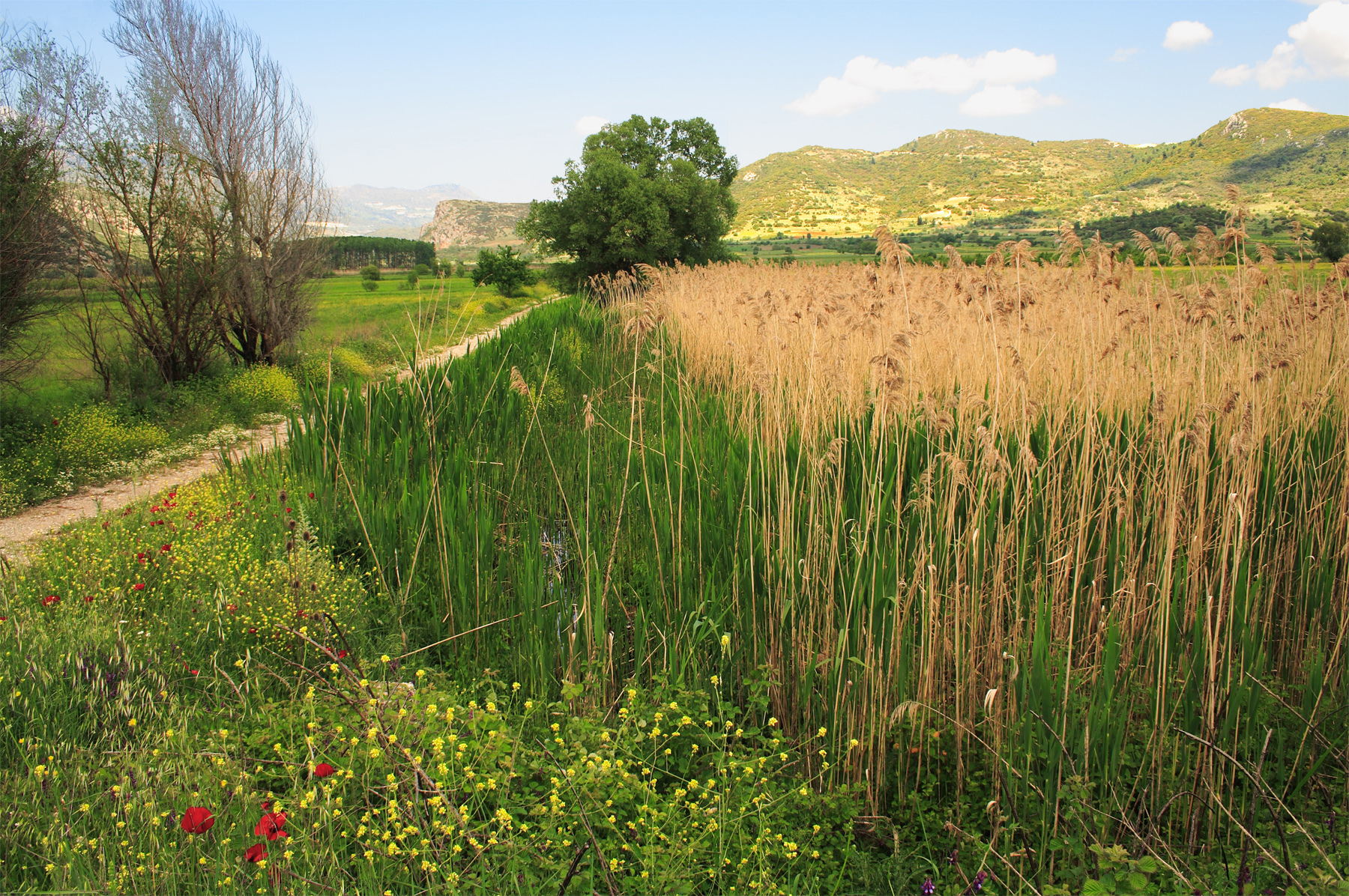
Stymfalia, Ebenenboden bis Juni nass
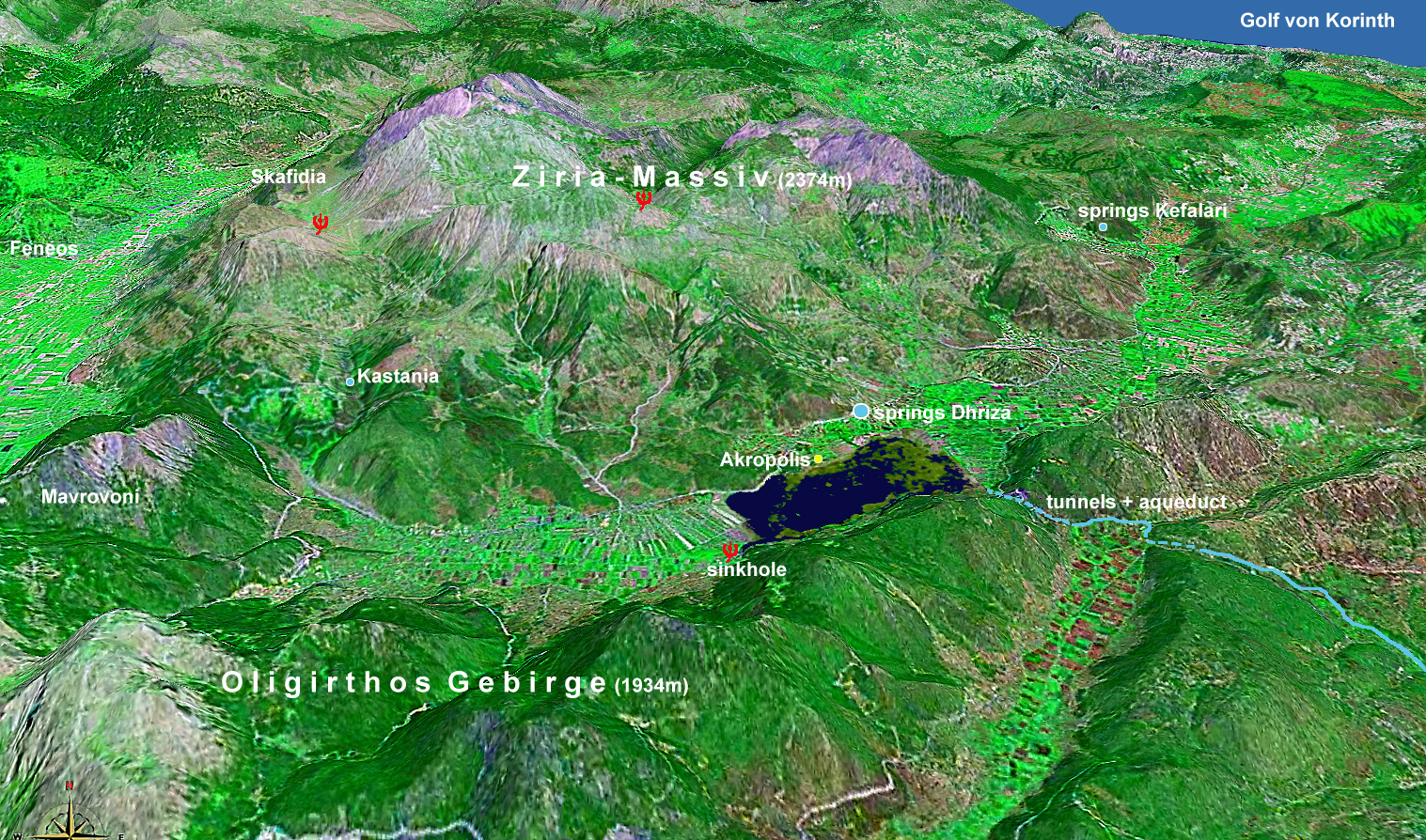
Stymfalia, Ziria-Massiv (2374 m); Zu- und Abflüsse markiert (Landsat 7, 8 km, Falschfarben, s⇒n)
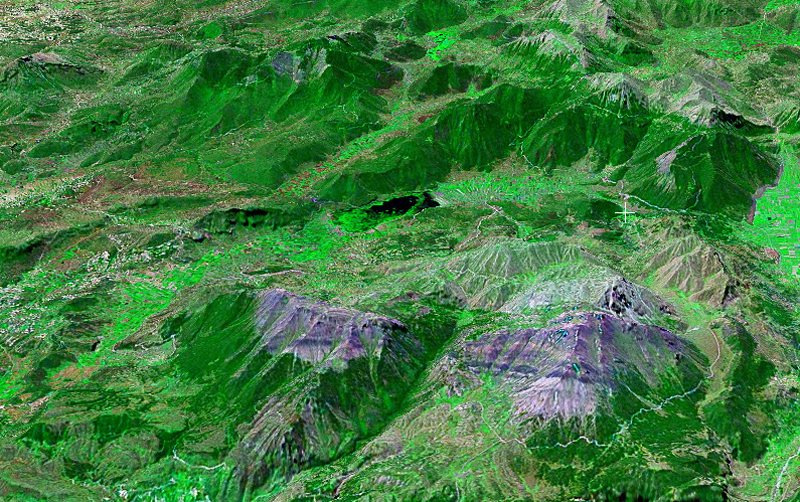
Tektonische Hebung und Neigung formten eine Senke. (Landsat 7, n⇒s, 20 km)
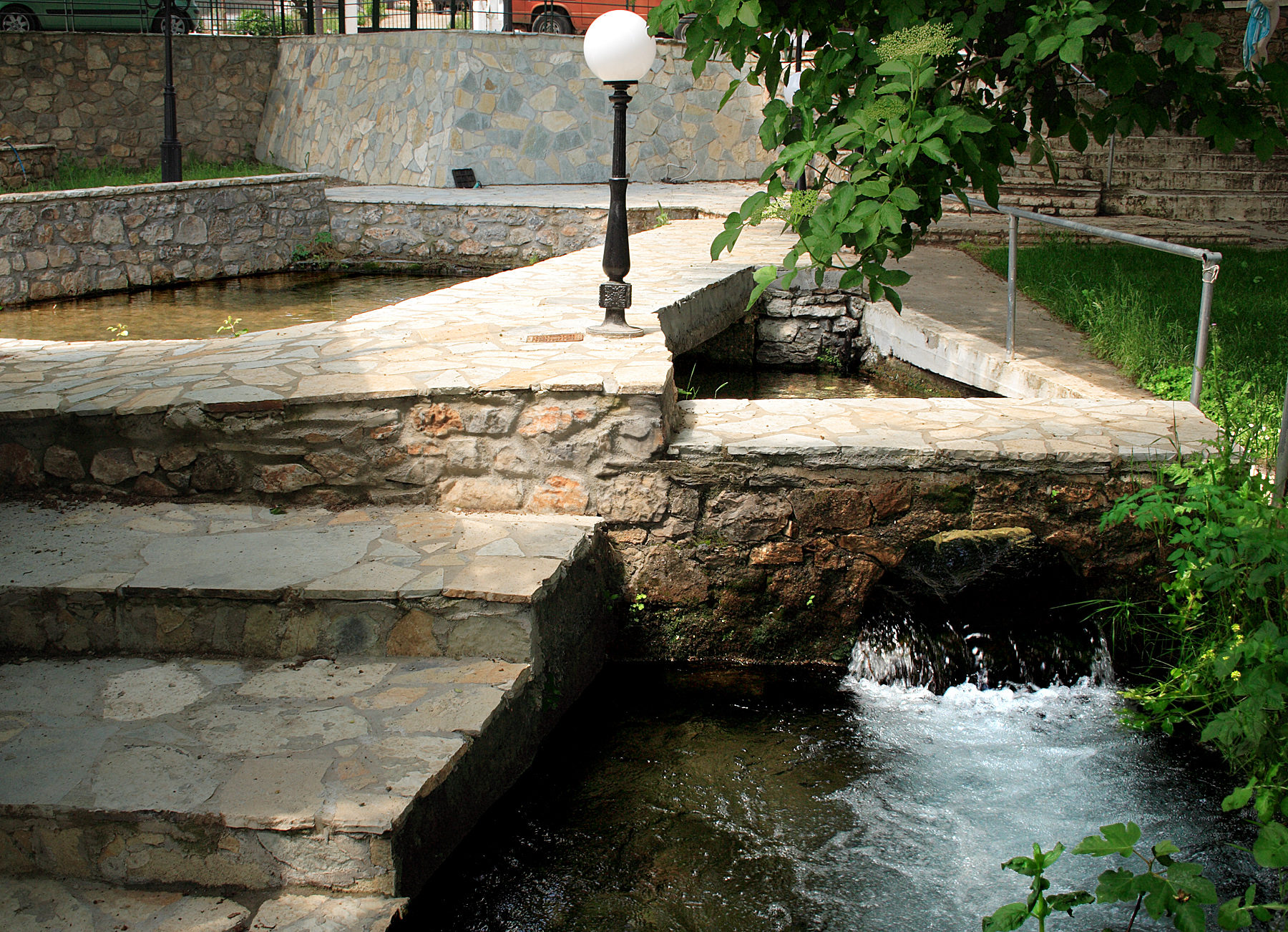
Stymfalia, größte Karstquelle im Dorf Stymfalia, nordöstl. Seeseite
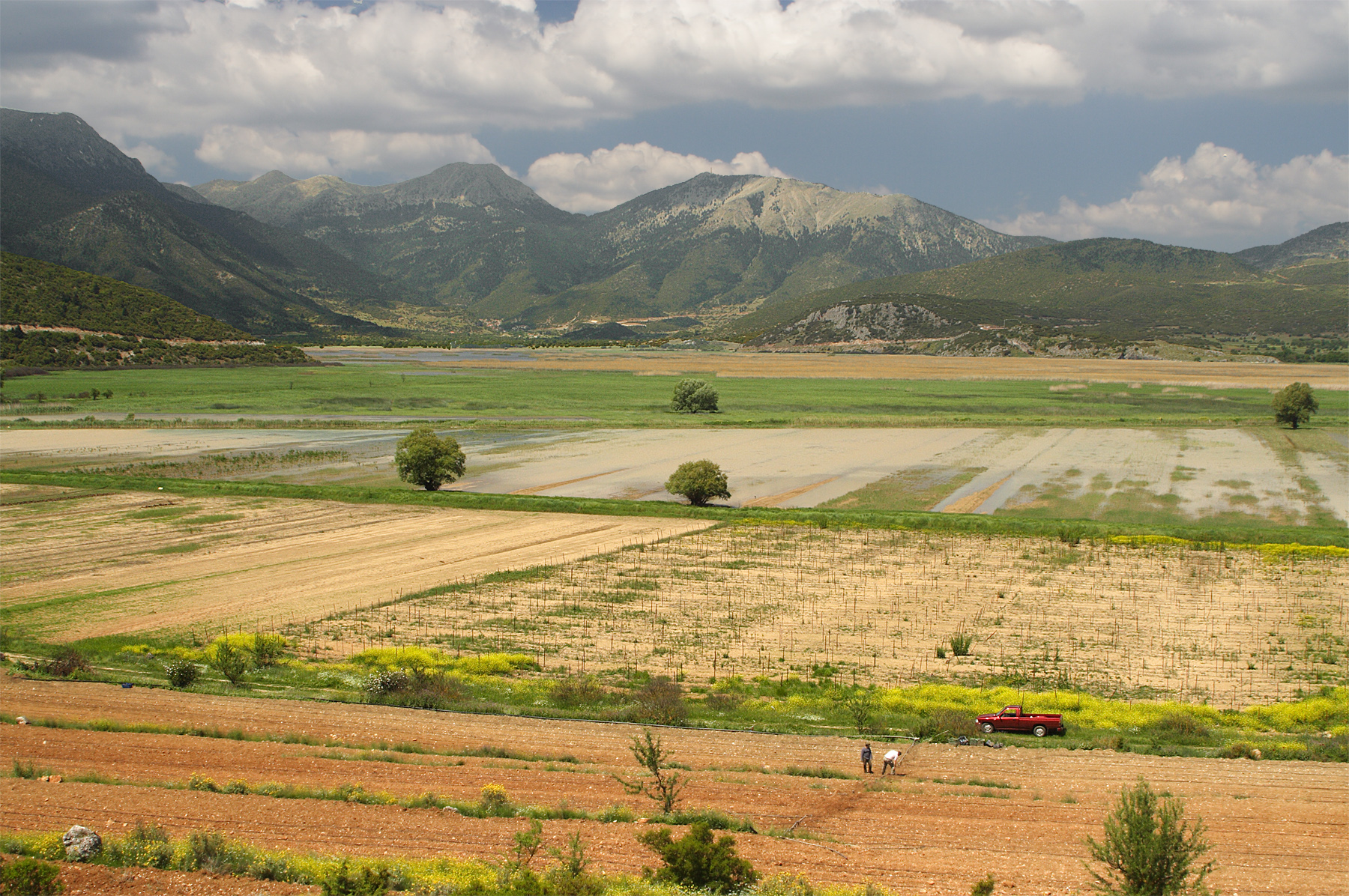
Stymfalia, nasse Felder: Feldbau beginnt oft zu spät
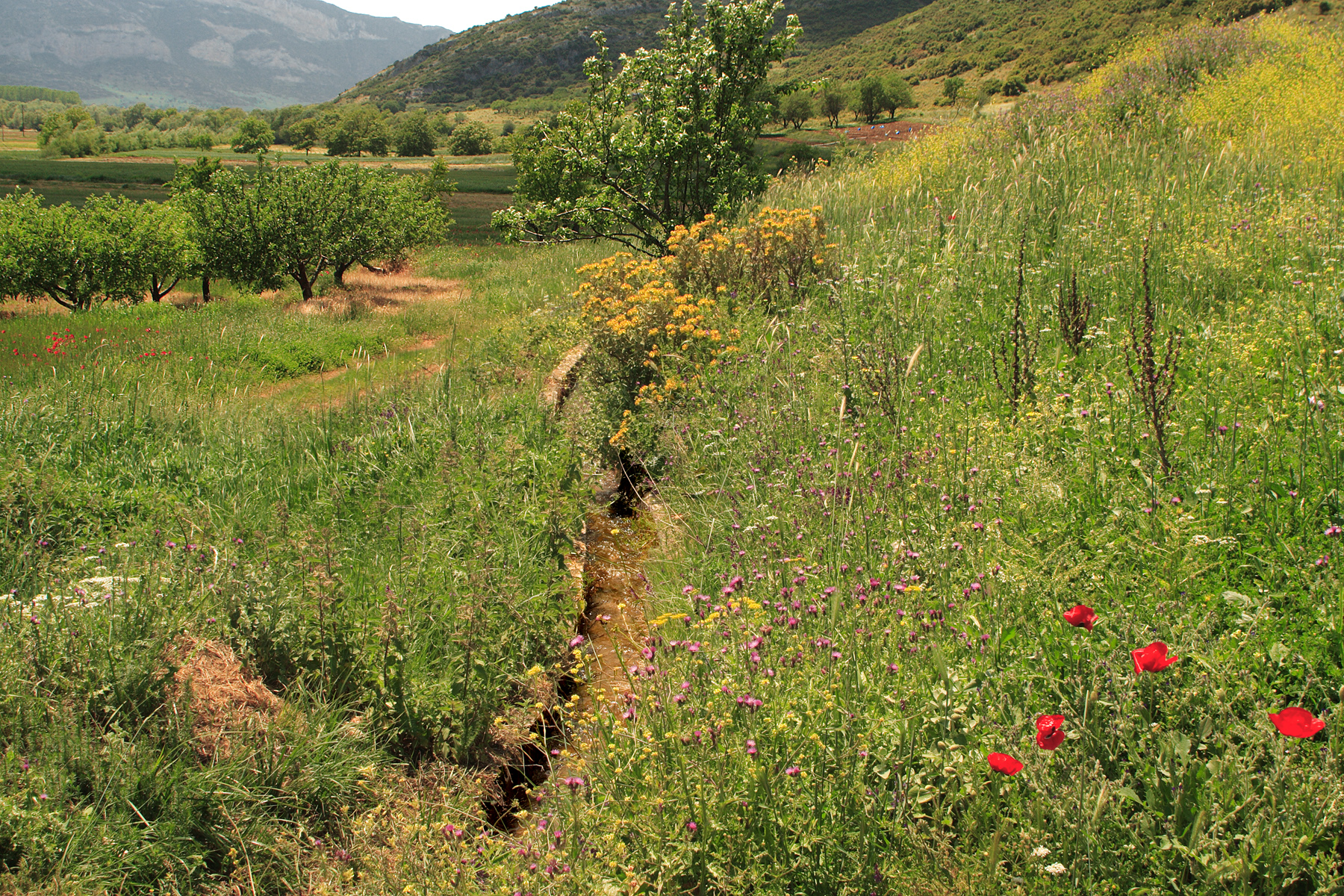
Stymfalia, Osten: frisch und artenreich im Frühjahr; alte Bewässerungsrinne
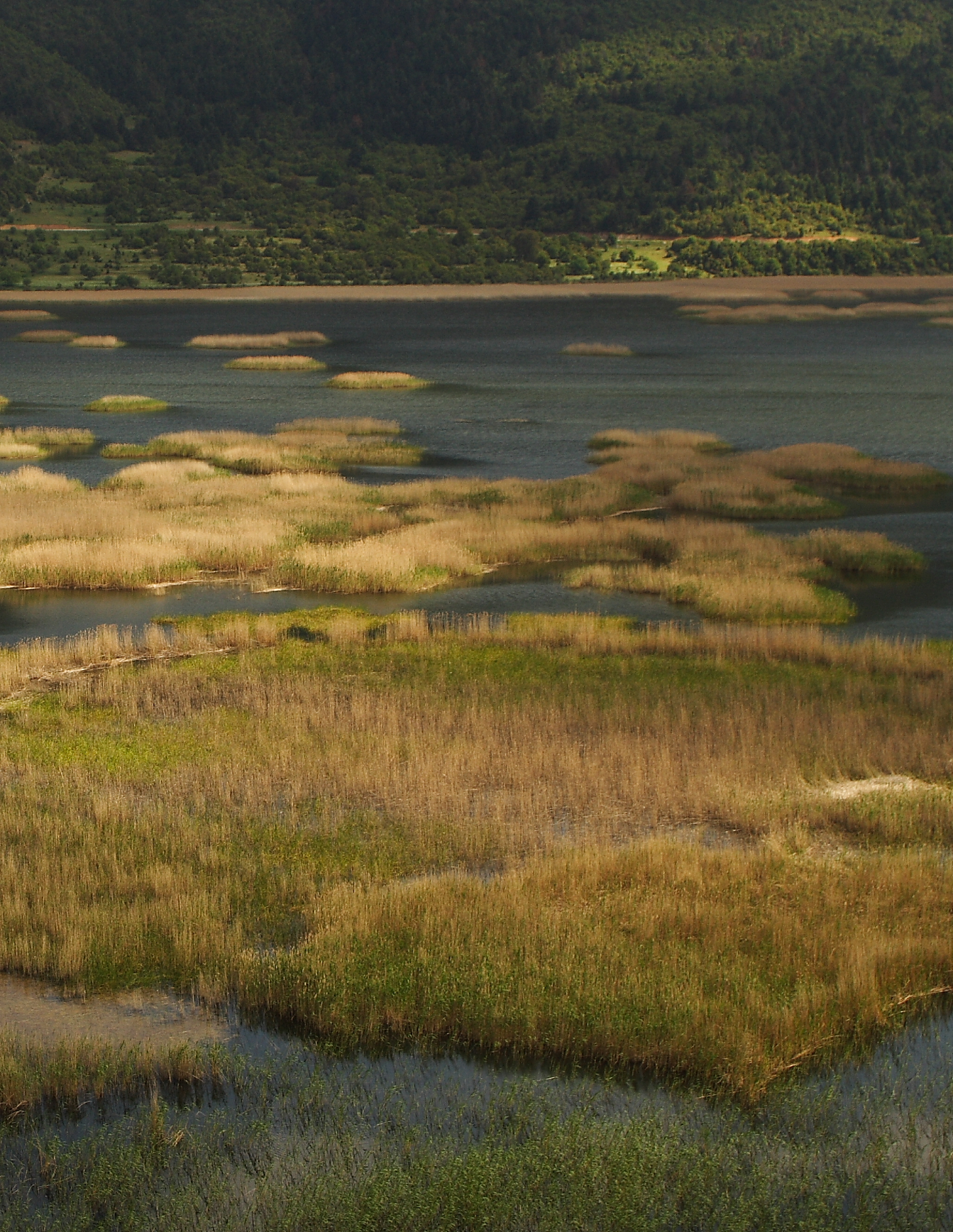
Stymfalia, Rastplatz für „Stymphalische Vögel?“
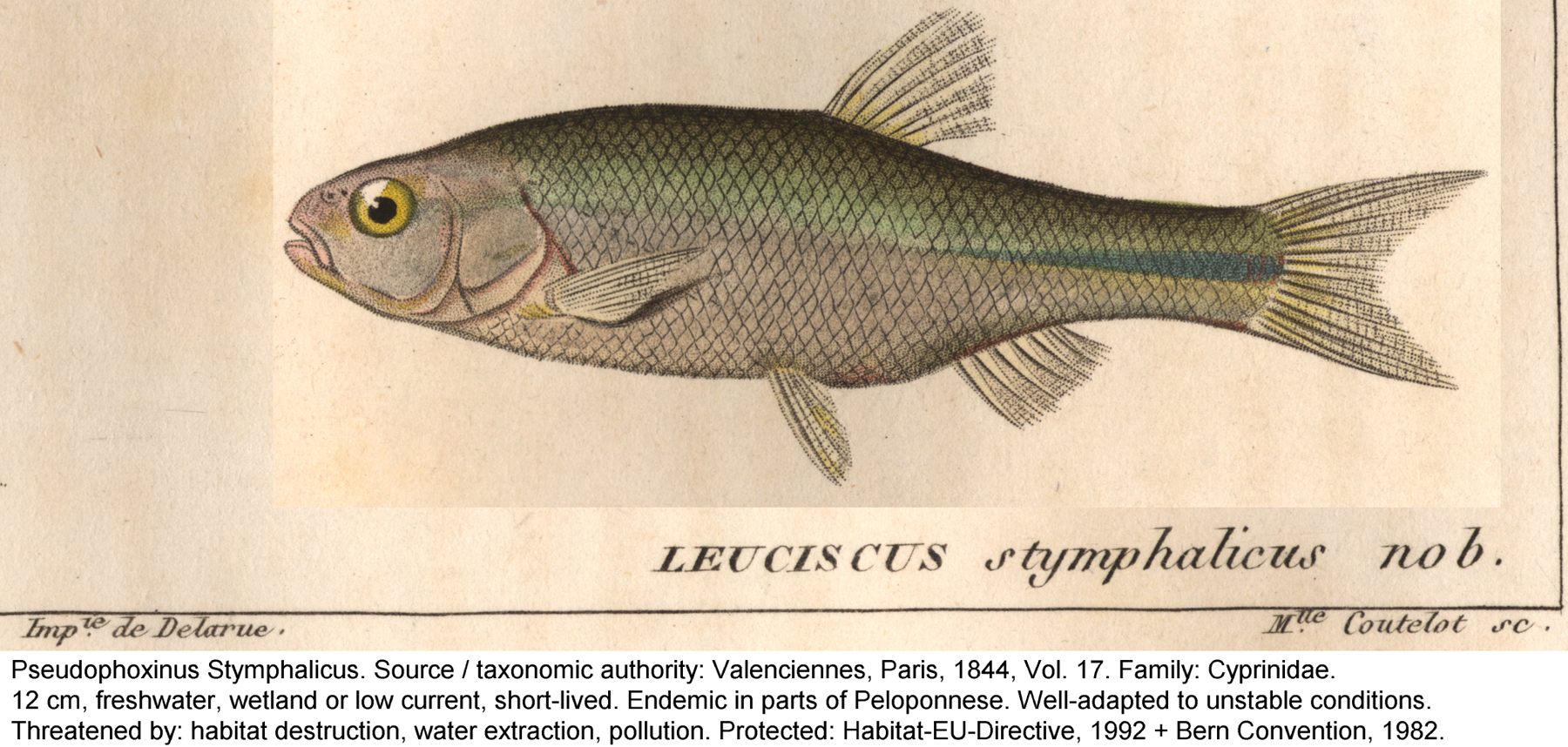
Pseudophoxinus stymphalicus, geschützter / gefährdeter Fisch im See
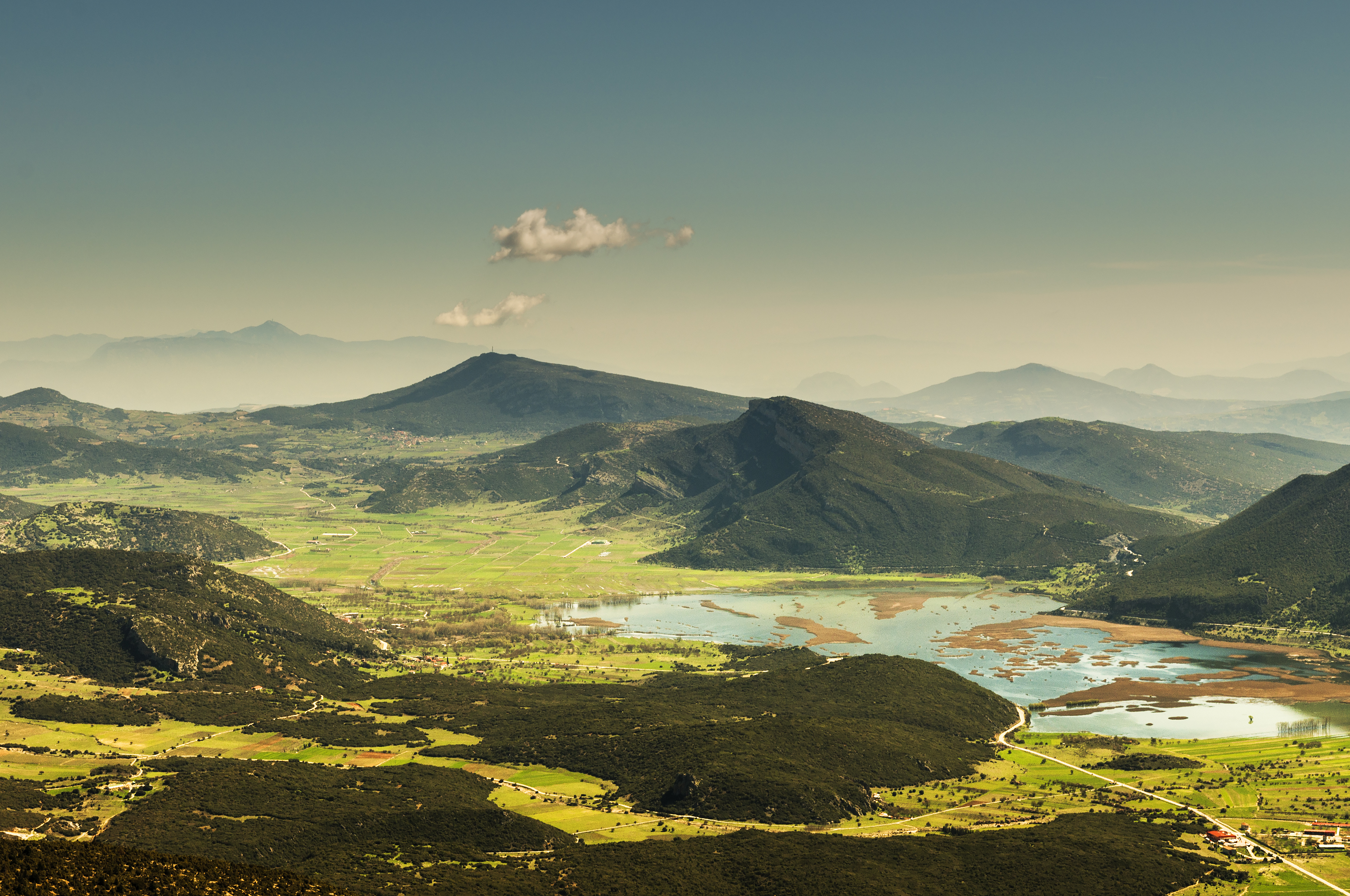
Gesamtansicht, NATURA 2000 Stymfalia, von West nach Ost

## Hydrogeologie
Starke tektonische Bewegungen im Ziria-Block haben zur Bildung durchlässiger Strukturen in Richtung Südosten geführt, durch die fast der gesamte Niederschlag abgeführt wird. Oberflächenwasser aus Dhrossopighi im Ziria sind für Stymfalia ebenso unbedeutend wie die Niederschläge des nordwestlichen Bergeinschnitts bei Kastania (am westlichen Ebenenrand).
Nur ein Teil der Wasser werden an der südlichen Blockkante des Ziria (Ebenenkante) an Überlaufquellen geschüttet. Ein weiterer Teil wird unter der Senke hindurch weiter nach Südosten geführt.
Die hydrogeologischen Besonderheiten sind im Landsat-Bild gekennzeichnet.

### Wassereinzugsgebiet
Der See wird aus zwei großen Quellbereichen, Dhriza und Kefalari (Korinthia) und aus einer benachbarten Ebene gespeist. Etwa 8 km vom See entfernt im Nordosten endet die Ebene am hier ca. 100 m hohen Ausläufer des südöstlichen Bergkette. Hinter diesem Ausläufer schließt sich eine weitere, über ca. 5 km langsam ansteigende Ebene an. Auch jene Ebene hat keinen natürlichen Abfluss. Ein Tunnel von ca. 600 m Länge entwässert die maximal 1 km breite Ebene in Richtung Stymfalia.
Die Hauptentwässerung des Ziria-Massivs kommt in der Quelle Dhriza an die Oberfläche. Die Quelle entspringt an mehreren Stellen an der Ebenenkante neben der Dorfstraße Stymfalias. Sie vor allem speist mit ihrer bis in den Sommer reichenden Schüttung den See. Für den saisonalen Tourismus wurde eine Austrittsstelle optisch einladend gefasst und ein schattiges Gartenrestaurant herumgebaut (Bild).
An der östlichen, nach Norden gebogenen Spitze der „Banane“ Stymfalia entspringt an mehreren Stellen des mächtigen Schwemm- und Schuttkegels, auf dem das Dorf Kefalari liegt, die zweitgrößte Karstquelle des Zirias. Die Quelle schüttet weniger als die Quelle Dhriza und versiegt meist schon einige Zeit vor dieser. Für die landwirtschaftliche Bewässerung des ganzen Ostteils sind diese beiden Wasserressourcen gleichwohl bedeutend.

### Entwässerung der Ebene
Zwei natürliche Wasserabgänge über Schlucklöcher (griechisch: katavothra, sgl.) sind bekannt, sowie zwei künstliche Abgänge. Aktiv ist nur das größere Schluckloch, welches jenseits der normalen Hochwasserausdehnung liegt. Ein weit in den See hineinreichender Graben zu diesem gefassten und mittlerweile regulierten Schluckloch hält den Wasserpegel unterhalb des in früheren Zeiten erreichten. Der uralte, künstliche Abgang ist der um 1885 freigelegte und wieder in Betrieb genommene Tunnel mit anschließendem Aquädukt nach Nemea und in die Küstenebene. Beide Teile wurden im Auftrag des römischen Kaisers Hadrian ca. 130 n. Chr. erbaut (zur Archäologie und zum Aquädukt vgl. Stymphalos).

#### Unterirdische Karstwasserverbindungen, Poljen und Karstquellen

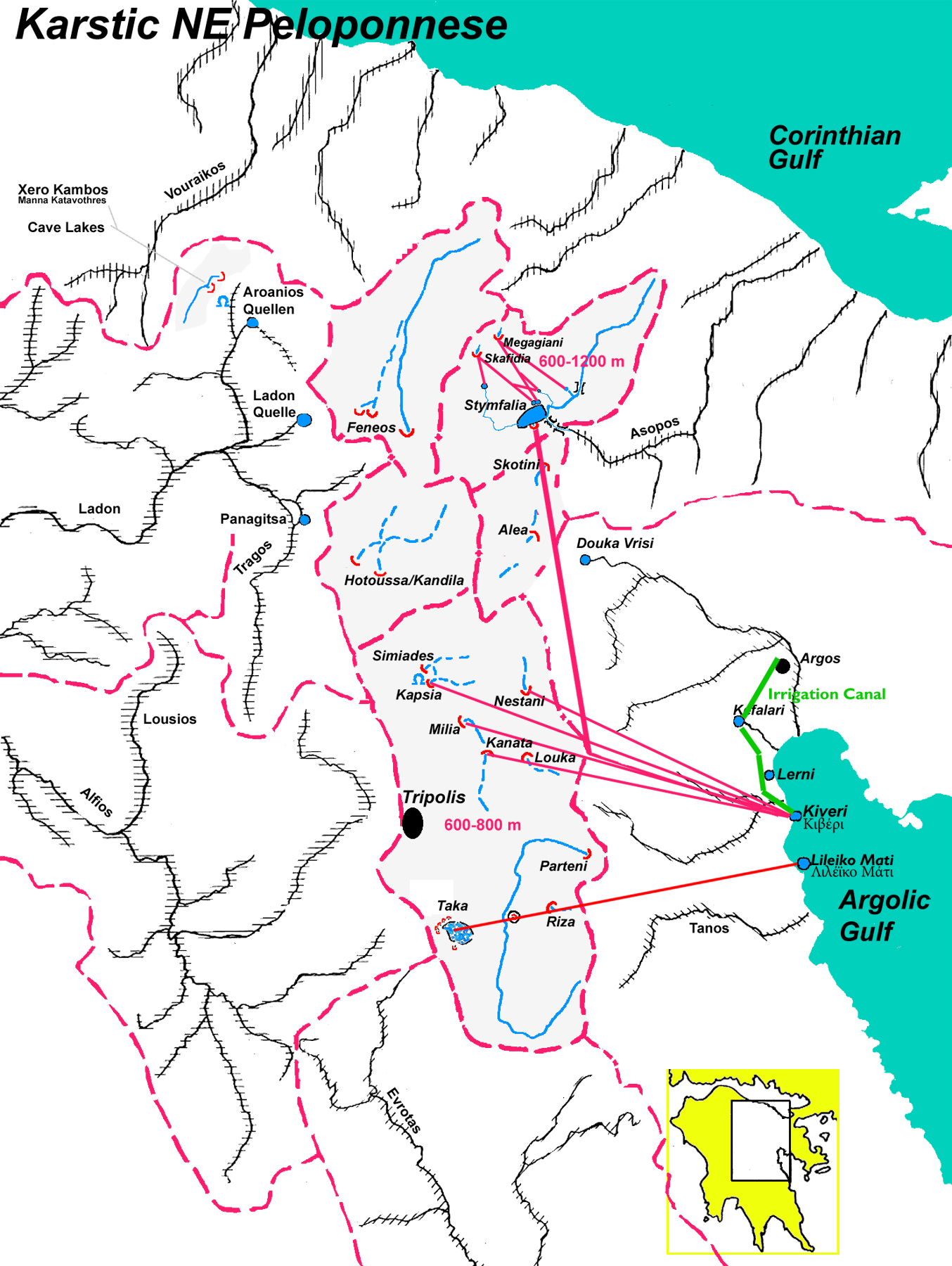
Auszug: Unterirdischer Wasserlauf Stymfalia ⇒ Lerni, Kiveri (Argolische Golfküste).
Grafik des ganzen Karstgebiets des NE-Peloponnes.

Im Karst gelangen Oberflächenwasser durch Risse, Spalten, punktförmige und flächige Versickerungen in den Untergrund und bilden unterirdische Wasserläufe und Höhlen, um an wasserundurchlässigen Barrieren oder Schichtkanten mit großen Schüttungen wieder auszutreten. Im Nordosten des Peloponnes besteht ein Geflecht von unterirdischen Wasserwegen, das weitgehend unerforscht ist (Stand 2006). Die Wasserverbindung zwischen Stymfalia, ihren Quellen und Schlucklöchern einerseits, unterirdischen Wasserwegen und entfernten Karstquellen andererseits wurde schon im antiken Griechenland richtig eingeschätzt.
In den Jahren nach 1980 erbrachte ein flächendeckendes (hydro-)geologisches Projekt zur Erforschung von Karstphänomenen des gesamten Nordostens des Peloponnes, insbesondere der intramontanen Becken, eine erste grobe Kartierung von Karstwasserwegen. Wassermarkierungsversuche dieser Forschungen zwischen Dutzenden von Schlucklöchern und Karstquellen klärten den Wassereinzugsbereich für Stymfalia und seine unterirdischen Verbindungen zu entfernten Karstquellen. In der größten Quelle, Dhriza, wurden Markierungsstoffe aus zwei ca. 10 km entfernten Schlucklöchern des nordwestlichen und nördlichen Ziria (Skafidia, Megagiani) registriert. Markierungssubstanzen des aktiven Schlucklochs von Stymfalia wurden in den beiden ca. 45 km entfernten, direkt an der Argolischen Golfküste entspringenden, sehr großen Karstquellen Lerni und Kiveri nachgewiesen (vgl. die Karte rechts). Diese beiden sehr großen Quellen sind zur Bewässerung der Plantagen der Argolis gefasst. Das Wasser dieser Quellen stammt aber auch noch aus anderen Karstformationen des Nordostpeloponnes.
Ab 2002 wurde ein mit zeitgemäßer Transportkapazität konstruiertes Wassersystem mit 1-Meter-Pipelines parallel zum alten spätantiken Aquädukt trassiert. 2005 kam es zum wiederholten Mal zu Protesten der Bewohner der Ebene, die um ihre lokalen Interessen fürchteten. Umweltschutzinitiativen und -Organisationen beteiligten sich wegen der ungeklärten potentiellen ökologischen Folgen. Interventionen griechischer Gerichte wegen EU-Rechtsverletzung beendete ein Sondergesetz zur „Sicherung des Wasserbedarfs großer griechischer Städte“. Die Pipeline wird, anders als projektiert, mit der Auflage betrieben, dass Wasser nur direkt an der Quelle Drhiza und damit nur in Abhängigkeit von der Schüttung entnommen wird („Irrigation protests“).

## Biotope der Stymfalia-Ebene
Die Nähe hoher Gebirge in der nahen und weiteren Umgebung sorgt für reichliche Niederschläge, insbesondere in den Monaten Dezember bis Mai. Die Berghänge sind daher dicht bewaldet, an der Südseite bis an den Rand der Ebene. Die mehrfach weit in die Ebene ragenden Schuttkegel sind im unteren Teil mit Steinmauern terrassiert und werden noch landwirtschaftlich genutzt. Der sonst auf dem Peloponnes oft zu beobachtende schädliche Verbiss durch Schafe und Ziegen durch Überweidung fehlt hier. Auf den Ebenenflächen beiderseits des Sees dominieren Feldbaukulturen, aufgelockert durch einzelne Bäume oder Baumgruppen, letztere insbesondere entlang Entwässerungsgräben, die die Bewirtschaftung erschweren, aber erforderlich sind. Zusammen mit Obstbaumgruppen, Büschen, sowie vereinzelt Streuobstflächen und Weinbau ergibt sich eine große Biodiversität.
Breite Streifen an den westlichen und östlichen Seeseiten sind bis in die Monate Mai oder Juni hinein vom jahreszeitlichen Anstieg des Wasserspiegels überflutet, oder zeigen noch deutliche Spuren davon. Der See ist mit einem Fleckenteppich ockerfarbener Schilfrohrflächen bedeckt. Frischgrüne Schilfrohrteppiche deuten auf weitere Ausdehnung hin. Die Wasserfläche kann in den Regenzeiten auf gut das Doppelte, ca. 770 ha, ansteigen. In seltenen, sehr trockenen Jahren bleibt nur eine kleine sumpfartige Wasserfläche übrig, vereinzeltes, völliges Trockenfallen ist auch überliefert, z. B. 1988–1990.

### Natura 2000 und Fauna-Flora-Habitat-Schutz für Stymfalia

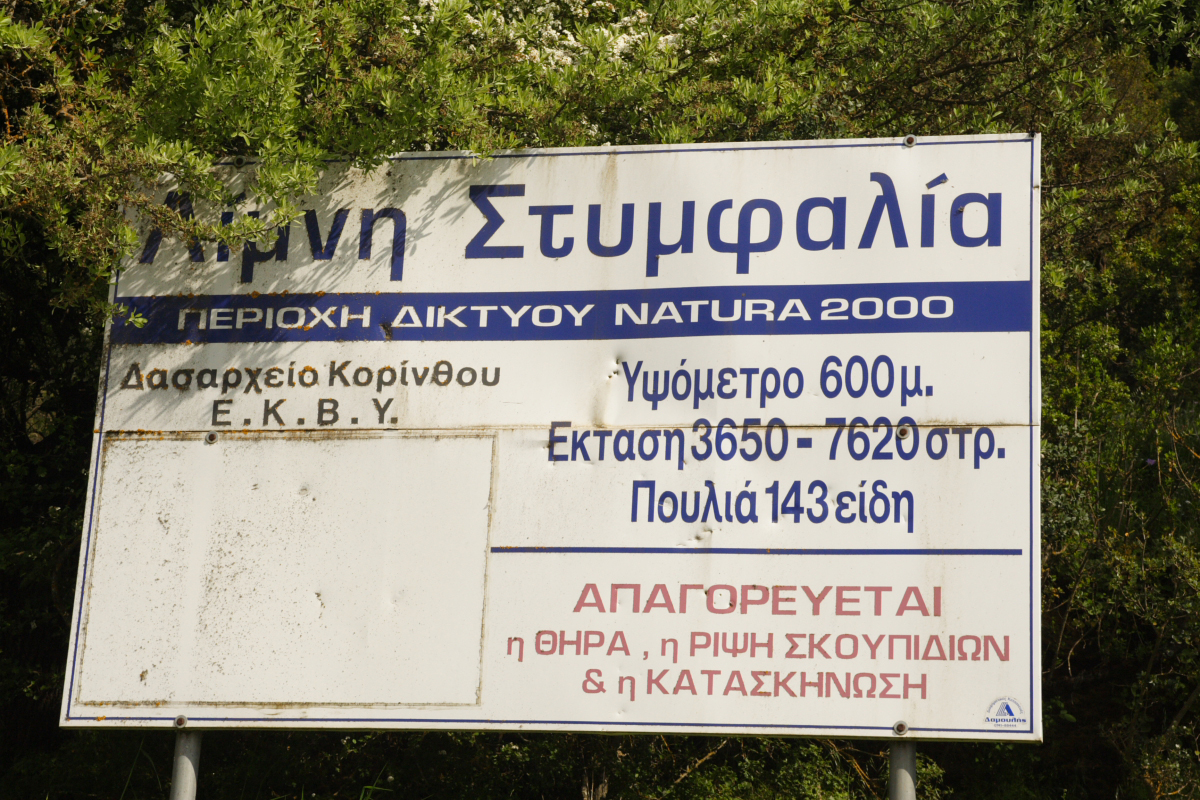
NATURA-Schild am See: Forstamt Präfektur Korinthia, Verbot von Jagd, Müllbeseitung, Camping

Die EU-Richtlinie 92/43/EU zur Erhaltung der natürlichen Lebensräume sowie der wildlebenden Tiere und Pflanzen hat Griechenland in nationales Recht umgesetzt. Das Hellenic Ministry for the Environment, Physical Planning and Public Works hat das NATURA-Netz beschrieben, kartiert und auf seiner Website veröffentlicht.
Die beiden Objekte Stymfalische Ebene und das südwestlich angrenzende Olighirtos-Gebirge wurden für den Habitat-Katalog in der Kategorie B aufgenommen (GR22, mit bedeutender Biodiversität, jedoch ohne einzigartige Habitat-Typen oder Arten). Das Veränderungsverbot ist realisiert; die Ziele von Natura 2000 sind aber noch nicht erreicht. 2007 waren dazu erforderliche Gestaltungsmaßnahmen noch nicht begonnen worden.

### Schutz endemischer bedrohter Pflanzen- und Tierarten
Die Habitatbeschreibung für Stymfalia auf der Website des griechischen Umweltministeriums (Auszug):
„Habitattyp: natürliche eutrophe Seen mit einer Vegetation vom Typ Magnopotamion or Hydrocharition, ägäische Phrygana (Sarcopoterium spinosum), hartlaubige Hutewälder (dehesas) mit Quercus suber und/oder Quercus ilex, eumediterrane griechische Kalkfelsen, thermomediterrane Galeriewälder (Nerio-Tamaricetae), Pinus nigra ssp. pallasiana-Wälder. Tierarten: Rhinolophus hipposideros, Rhinolophus ferrum-equinum, Testudo hermanni, Emys orbicularis, Mauremys caspica, Elaphe situla, Phoxinellus spp. [...] Diese Landschaft ist ein sehr bedeutender Rückzugsraum für Zugvögel und natürlich Brutgebiet für viele davon. [...] Überdies weist die Umgebung des Sees mit vielfältigen ökologischen Nischen, die eine Anzahl in Griechenland endemischer Pflanzengruppen beherbergen, eine hohe ökologische Vielfalt auf.“
Griechenland hat 1983 das internationale „Übereinkommen über die Erhaltung der europäischen wildlebenden Pflanzen und Tiere und ihrer natürlichen Lebensräume“ ratifiziert (Übereinkommen), in dessen Anhang III unter den geschützten Fischarten auch das Taxon Pseudophoxinus stymphalicus gelistet ist. Dieser Fisch wurde in Stymfalia nachgewiesen. Die außergewöhnliche Überlebensfähigkeit der Art im Schlamm des ausgetrockneten Sees beschreibt die Website: „... während der Perioden, in denen der See austrocknet, überlebt er, indem er im Schlamm versinkt und eine schleimige Hülle um den Körper bildet.“

## Erhaltung und Rehabilitation von Stymfalia, Ebene und See
Düngende und entwässernde Landwirtschaft in einem Feuchtgebiet, hochtechnisierte Wasserableitung, überdimensionierte Erdbewegungen für Straßenprojekte, für Landwirtschaft und für Flächennutzungen können das Ökosystem Stymfalia gefährden. Sichtbare Auswirkungen auf den See durch Verlandung werden seit längerem registriert (Eutrophierung/Überdüngung). „Gefährdung: (...) Ablagerung von Silt und die darauf folgende Entwicklung einer wasserliebenden Phragmites communis-Vegetation und daher die Verringerung der Oberfläche des Sees. Schätzungen gehen von einem heutigen Anteil schilfbedeckter Fläche an der Seeoberfläche von 55,06 % aus, während es 1945 33,75 % waren und 1960 38,44 %. Die intensive Jagd, illegal oder legal, ist die Hauptbedrohung für die Vogelwelt des Gebiets, vor allem im Winter. Ein wirksamer Schutz dieser Fauna ist dringend nötig.“
Griechenland hat mehrere so genannte Feuchtgebiete (englisch wetlands) in die Liste der internationalen „Ramsar-Konvention zum Schutz von Feuchtgebieten, 1971 ff.“ eingetragen. Stymfalia befindet sich nicht darunter.

## Initiativen zum Schutz der Umwelt
Die Schaffung bzw. Erhaltung eines Gleichgewichts zwischen den natürlichen Gegebenheiten und der heutigen Dominanz menschlicher Siedlung und menschlicher Eingriffe ist im dünnbesiedelten, wirtschaftlich schwachen Peloponnes, wie etwa in Stymfalia, zwar schwierig, aber noch möglich, da Landschaften und Natur noch nicht irreparabel geschädigt sind.
Nationale-  und regionale Untergliederungen von NGOs wie BirdLife International, Hellenic Ornithological Society, Hellenic Society for the Protection of Nature und Initiativen wie die Konrinther EPEK kümmern sich auf der Basis der Fauna-Flora-Habitat-Richtlinie der EU und anderer Plattformen um die Erfassung, Beschreibung und den Schutz von Fauna, Flora, Natur und Ökosystemen. Eine Reihe von Projekten zur Entwicklung der Infrastruktur des Peloponnes führt Griechenland mit Geldmitteln aus EU-Fonds aus.